# Yeezus
Yeezus är namnet på Kanye Wests sjätte studioalbum, släppt den 18 juni 2013.
Den första singeln "Black Skinhead" släpptes dagen efter. "Bound 2" släpptes som den andra singeln till plattan den 28 augusti.

## Låtlista
1. "On Sight" – 2:37
2. "Black Skinhead" – 3:08
3. "I Am a God" – 3:52
4. "New Slaves" – 4:16
5. "Hold My Liquor" – 5:27
6. "I'm in It" – 3:55
7. "Blood on the Leaves" – 6:00
8. "Guilt Trip" – 4:04
9. "Send It Up" – 2:58
10. "Bound 2" – 3:49